# Octavia Hill
Octavia Hill (ur. 3 grudnia 1838 w Wisbech, Cambridgeshire, zm. 13 sierpnia 1912 w Marylebone) – brytyjska nauczycielka, malarka, pionier nowoczesnego budownictwa społecznego, współzałożycielka National Trust.

## Życiorys

### Dzieciństwo i młodość
Urodziła się w Wisbech jako córka Caroline Southwood Hill i Jamesa Hilla. Miała ośmioro rodzeństwa, siedem starszych sióstr i brata.
Ojciec Olivii był handlowcem i byłym bankierem, zwolennikiem Roberta Owena; aby propagować jego idee (socjalizm utopijny) założył pierwszą lokalną gazetę – The Star in the East, piętnującą korupcję i interesy grupowe (motto: The Truth, the whole Truth and nothing but the Truth). Poznał matkę Olivii jako dwukrotny wdowiec z sześciorgiem dzieci (pięć córek i syn).
Caroline Southwood Hill była córką dr. T. Southwooda Smitha, pioniera reformy opieki zdrowotnej i socjalnej. Wraz z mężem założyła i prowadziła szkołę nauczania początkowego (Infant School); była prawdopodobnie pierwszą angielską nauczycielką, która stosowała metodę Johanna Heinricha Pestalozzi'ego. Szkoła była otwarta wieczorami dla lokalnej społeczności, jako miejsce rekreacji i edukacji dorosłych.
W roku 1840 James Hill zbankrutował, co spowodowało jego poważne załamanie nerwowe i rozpad rodzinnych więzi (nigdy nie wrócił do pełnego zdrowia). Caroline Southwood Hill wychowywała dzieci z pomocą swojego ojca. Początkowo mieszkała w Hampstead (wówczas sielankowa wieś koło Londynu) i w Finchley; dzieci uczyła w domu. W roku 1852 przeniosła się do Holborn (Londyn Centralny), włączając się do ruchu Christian Socialist. Pracowała jako menedżerka i księgowa w spółdzielni Ladies Guild – warsztacie (wytwórni zabawek) dla niewykwalifikowanych kobiet i młodych dziewcząt z lokalnej Ragged school; 14-letnia Olivia była jej asystentką.

### Budownictwo społeczne
Dzięki kontaktom matki z ruchem chrześcijańskich socjalistów Octavia Hill poznała w roku 1853 wiele znanych osobistości. Był wśród nich F.D. Maurice'a – aktywny organizator szkolnictwa, m.in. współzałożyciel Queen's College (1848) i The Working Men's College (1854), a później jego rektor, który m.in. podkreślał rolę kobiet w dziedzinie opieki socjalnej. Spotkała również Charlesa Kingsleya (krytyka kapitalizmu i pisarza) oraz Johna Ruskina – estetę i radykała oraz nauczyciela w Working Men's College. Ruskin zatrudnił ją jako kopistkę, a Maurice zaproponował jej (w roku 1856) pracę sekretarza do spraw edukacji kobiet z wynagrodzeniem £26 rocznie. Pod ich wpływem i z ich pomocą rozpoczęła realizację długofalowego programu budownictwa społecznego dla ubogich (John Ruskin przeznaczył na ten cel znaczną część spadku po swoim ojcu). Sprecyzowała zasady finansowania inwestycji i zarządzania oraz warunki, które sprzyjają tworzeniu lokalnych społeczności w nowych miejskich osiedlach. Pierwsza zwróciła uwagę na konieczność troski o czystość powietrza w miastach, biorąc pod uwagę zdrowie mieszkańców. Realizacja programu jest kontynuowana do dzisiaj. Dzięki wizji Octavii Hill i jej determinacji przekształcono ubogie dzielnice Londynu w miejsca spełniające podstawowe warunki zamieszkania.

### Inne obszary działalności społecznej

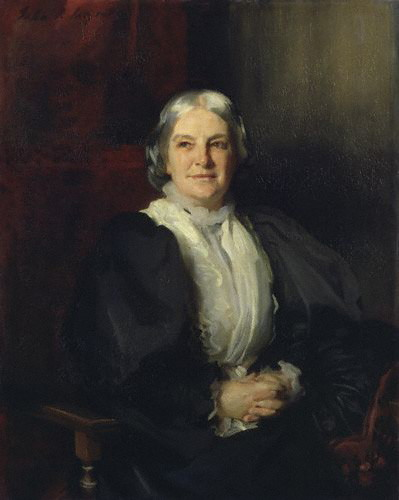
Portret Octavii Hill z roku 1898
(John Singer Sargent)

Z działaniami Octavii Hill w zakresie budownictwa społecznego ściśle wiążą się akcje na rzecz zapewnienia ubogiej ludności możliwości zatrudnienia, m.in. poprzez edukację zawodową. Jako nauczycielka pracowała w rodzinnych szkołach prywatnych i w Working Men’s College. Organizowała szkolenia wolontariuszy w zarządzaniu osiedlami mieszkaniowymi, wygłaszała liczne prelekcje, publikowała broszury i artykuły. Była również aktywna w kampanii Barbary Leigh Smith Bodichon, dotyczącej reformy majątkowych praw kobiet.
Podejmowała inicjatywy sprzyjające tworzeniu więzi społecznych w nowych osiedlach mieszkaniowych. Jedną z nich było utworzenie dla chłopców ze slumsów organizacji Southwark Cadet Company, której celem było rozwijanie samodzielności, kształtowanie umiejętności pracy zespołowej, troski o porządek i czystość. Z doświadczeń tej organizacji czerpała wzory Army Cadet Force, utworzona w roku 1859.
Dostrzegała ważną rolę zieleni miejskiej. Doprowadziła do uchwalenia obowiązku dofinansowywania przez lokalne władze tworzenia pasów zieleni. Było to początkiem kampanii, której kolejnym rezultatem było utworzenie w roku 1895 National Trust. Współtwórcami tej organizacji byli Robert Hunter i Hardwicke Rawnsley, z którymi w roku 1885 apelowała o ochronę środowiska w czasie budowy kolei.

### Malarstwo
Pobierała lekcje malarstwa od Johna Ruskina. W roku 1854, gdy odwiedził Ladies Guild (ówczesne miejsce jej zatrudnienia), był już znanym autorem pracy Modern Painters (1843), w której bronił kontrowersyjnego malarza, Williama Turnera.
W latach 1855–1865 Ruskin uczył Octavię Hill wykonywania kopii oryginalnych obrazów; z wielką pasją godzinami kopiowała dzieła eksponowane w National Gallery w Londynie i Dulwich Picture Gallery. Wykonała m.in. kopię portretu Doży Wenecji, Leonardo Loredano (połowa XVI w., Giovanni Bellini), znajdującego się w posiadaniu National Gallery. Kopia została wystawiona w Ruskin Gallery w Sheffield.

## Publikacje
W wykazie publikacji Octavii Hill, zamieszczonym na stronie WorldCat Identities, dominują tytuły ściśle związane z tematyką budownictwa socjalnego. Wśród najbardziej popularnych tekstów wymieniono (w tym wydawnictwa pośmiertne): 
- 1875–1970 – Aus der Londoner Armenpflege (ang. i niem.),
- 1875, 1883, 2010 – Homes of the London Poor,
- 1878 – Aus der Londoner Armenpflege,
- 1884 – Colour, Space, and Music for the People,
- 1899 – Management of houses for the poor,
- 1911 – Poor law reform : New issue, with additional remarks by Charles Booth,
- 1913–1914 – Life of Octavia Hill as told in her letters by Octavia Hill,
- 1921 – House Property & its Management : Some papers on the methods of management introduced by Miss Octavia Hill,
- 1928 – (Letters) by Octavia Hill,
- 1928 – Octavia Hill early ideals,
- 1928 – Early Ideals : From Letters (ed. Emily S. Maurice),
- 1934 – Housing estate management by women : Being an account of the development of the work initiates by Octavia Hill,
- 1970 – Homes of the London poor (2. ed., popr. Octavia Hill),

Pracą najczęściej wznawianą i cytowaną jest książka Homes of the London Poor (1875), dostępna współcześnie w wersji cyfrowej.

## Upamiętnienie
Program budownictwa socjalnego, który opracowała Octavia Hill, realizuje współcześnie fundacja Octavia Housing, która w roku 2012 uroczyście obchodziła 100-lecie śmierci swojej patronki. W ramach tych obchodów wydano jej kolejną biografię – Nobler and Better Things – Octavia Hill's Life and Work, autorstwa Jenny Rossiter. W latach wcześniejszych opublikowano inne biografie Octavii Hill oraz monografie dotyczące najbardziej znaczących kobiet epoki wiktoriańskiej, wśród których zajmuje ona znaczące miejsce, m.in.:
- Gillian Darley, Octavia Hill (1990)[17],
- E. Moberly Bell, Octavia Hill: a biography (1943)[18],
- Nancy Boyd, Josephine Butler, Octavia Hill, Florence Nightingale. Three Victorian Women Who Changed Their World (1982)[19],
- J.E. Lewis, Women and social action in Victorian and Edwardian England (1991)[20].

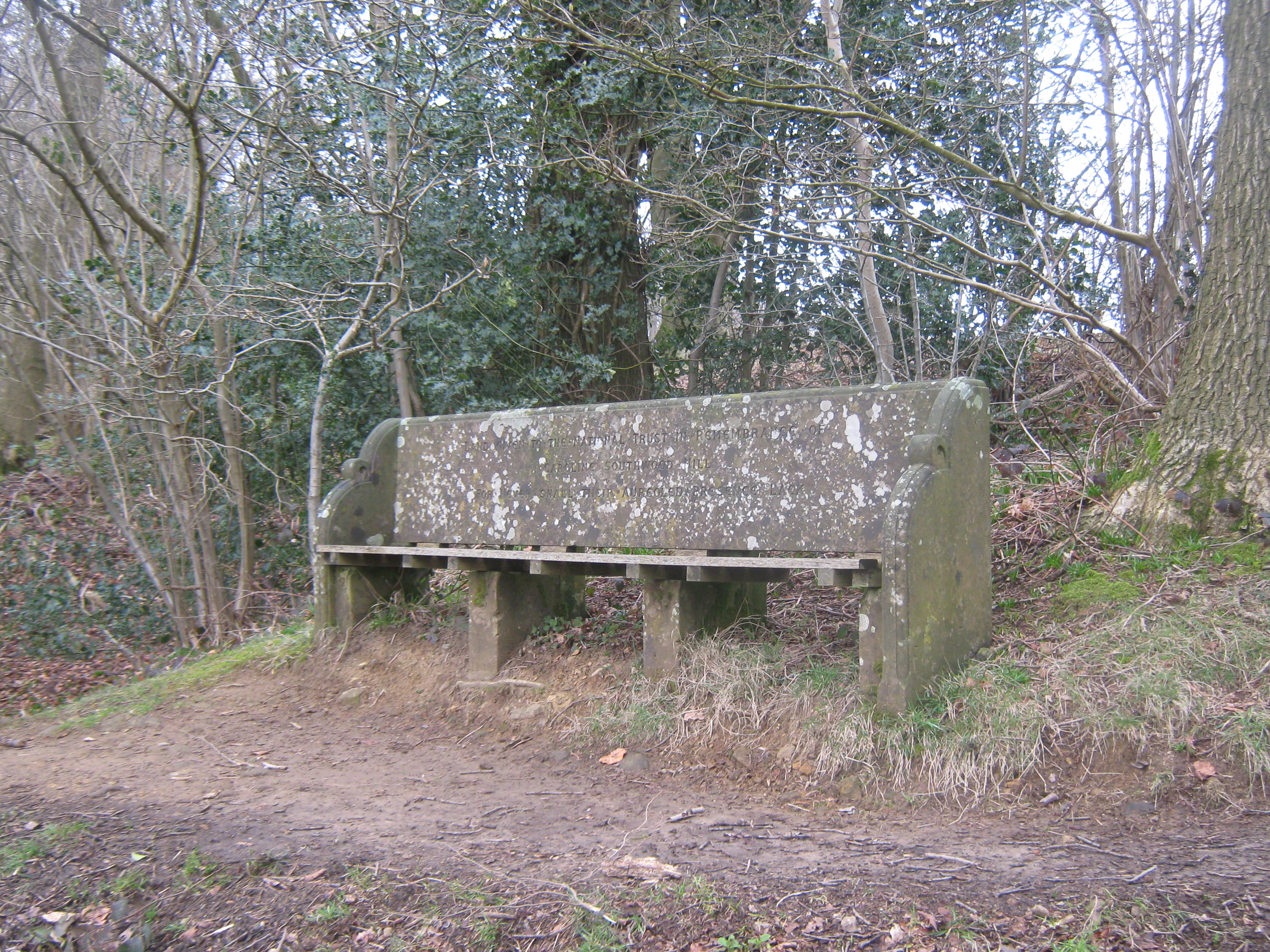
Ławeczka na trasie Octavia Hill centenary walk, upamiętniająca jej matkę

W miejscu urodzenia Octavii Hill – mieście Wisbech – zorganizowano muzeum Octavia Hill's Birthplace House.
Została pochowana w Crockham Hill, w pobliżu swojego domu, pod cisem. Wewnątrz Kościoła Świętej Trójcy znajduje się kamienny pomnik oraz witraż – Memorial Window. Przez Crockham Hill i pobliskie tereny – zakupione dzięki staraniom Octavii przez National Trust – prowadzi trasa 3-godzinnej wycieczki Octavia Hill centenary walk (9,7 km). Na tej trasie znajduje się kamienna ławeczka, upamiętniająca matkę Octavii Hill.
W dwóch miejscach Londynu umieszczono tablice pamiątkowe (Open Plaques):
- „Octavia Hill 1838–1912 housing reformer, Co-founder of The National Trust began her work here” (2 Garbutt Place, Marylebone, Westminster, W1, London),
- „Octavia Hill social reformer established this garden, hall and cottages, and pioneered Army Cadets 1887–90” (Bishop's Hall, East Front Facing Red Cross Garden, Redcross Way, London).

Nazwisko Octavii Hill znajduje się też na jednym z witraży Kościoła pw. Wszystkich Świętych w High Wycombe. W tzw. „Dove Window”, upamiętniającym Frances Dove (założycielkę szkoły żeńskiej Wycombe Abbey w roku 1896), znajdują się wizerunki i nazwiska innych kobiet, które przeciwdziałały męskiej dominacji; obok wizerunków Świętej Małgorzaty Szkockiej, Małgorzaty Beaufort i innych historycznych postaci, zamieszczono m.in. nazwiska: Emily Davies, Elizabeth Garrett Anderson, Sophia Jex-Blake.